# Baby Queens
Baby Queens je velšská popová hudební skupina z Cardiffu. Tvoří ji pět žen – dvě sestry, jejich dvě sestřenice a adoptovaná sestra. Úspěchu se jí poprvé dostalo v roce 2013 po vydání singlu „Red Light“. První album nazvané Baby Queens kapele vydalo v listopadu 2016 vydavatelství Strangetown Records a jeho producentem byl Cian Ciarán. Deska byla neúspěšně nominována na cenu Welsh Music Prize. V roce 2019 kapela začala pracovat na svém druhém albu.